# Телъс Интернешънъл Европа
„Телъс Интернешънъл Европа“, основна търговска марка на „Колпойнт Ню Юръп“ ЕАД, е българско предприятие за аутсорсинг на бизнес процеси със седалище в София. През 2019 година то има обем на продажбите от 223 милиона лева, нетна печалба от 24,8 милиона лева, а броят на заетите е 4606 души.
Основано е през 2004 година, а през 2012 е придобито от канадската група „Телъс Интернешънъл“. Има свои центрове в София и Пловдив, а чрез румънското си дъщерно предприятие и в Букурещ и Крайова.